# Oh S*!T It’s Kim & Kim
Верное название статьи — Oh S#!T It’s Kim & Kim. Оно заменено на нынешнее в связи с техническими ограничениями.
Oh S#!T It’s Kim & Kim — серия комиксов, которую в 2018—2019 годах издавала компания Black Mask Studios.

## Синопсис
Ким Кватро и Ким Данцлер проникают в космическую колонию Санта-Пальма.

### Выпуски
| № | Дата выхода      | Оценка на Comic Book Roundup   |
| - | ---------------- | ------------------------------ |
| 1 | 11 июля 2018     | 8,5 из 10 на основе 6 рецензий |
| 2 | 19 сентября 2018 | 9 из 10 на основе 2 рецензий   |
| 3 | 10 октября 2018  | 10 из 10 на основе 1 рецензии  |
| 4 | 28 ноября 2018   | н/д                            |
| 5 | 13 февраля 2019  | 8 из 10 на основе 1 рецензии   |

### Сборники
| Название                                  | Тип            | Дата выхода    | Собранный материал          | Кол-во страниц | ISBN                      |
| ----------------------------------------- | -------------- | -------------- | --------------------------- | -------------- | ------------------------- |
| Kim & Kim, Vol. 3: Oh S#!t It’s Kim & Kim | Мягкая обложка | 3 декабря 2019 | Oh S#!T It’s Kim & Kim #1-5 | 144            | 9781628752236, 1628752238 |

## Реакция

### Отзывы критиков
На сайте Comic Book Roundup серия имеет оценку 8,9 из 10 на основе 10 рецензий. Киран Шиах из Comic Book Resources, обозревая дебют, отмечал, что рисунки художницы хорошо сочетаются с работой колориста. Джошуа Дэвисон из Bleeding Cool, рецензируя первый выпуск, писал, что «диалоги на высшем уровне». Мэтью Питерсон из Major Spoilers дал второму выпуску 4 звезды из 5 и написал, что он ему «очень понравился».

### Награды
| Год  | Награда            | Категория              | Результат | Прим.                       |
| ---- | ------------------ | ---------------------- | --------- | --------------------------- |
| 2019 | GLAAD Media Awards | Outstanding Comic Book | Номинация | [ 11 ] [ 12 ] [ 13 ] [ 14 ] |

### Продажи
Ниже представлен график продаж комикса за первый месяц выпуска на территории Северной Америки.